# Phillip Glasser
Pour les personnes ayant le même patronyme, voir Glasser.
Phillip Glasser est un acteur américain né le 4 octobre 1978 à Tarzana.
Il est connu pour être la voix de Fievel dans les dessins animés Fievel et le Nouveau Monde, Fievel au Far West et Les Aventures de Fievel au Far West.

## Filmographie partielle
- 1986 : Fievel et le Nouveau Monde (voix)
- 1988 : Full House (La fête à la maison) Danny junior
- 1991 : Fievel au Far West (voix)
- 1992 : Les Aventures de Fievel au Far West (série télévisée) : Fievel Souriskewitz (voix)
- 1998 : La Légende de Brisby (voix)
- 2000 : Haute voltige sur Miami
- 2002 : Poolhall Junkies
- 2002 : Jurassic Tiger (Sabretooth) : Jason